# Leuvehaven

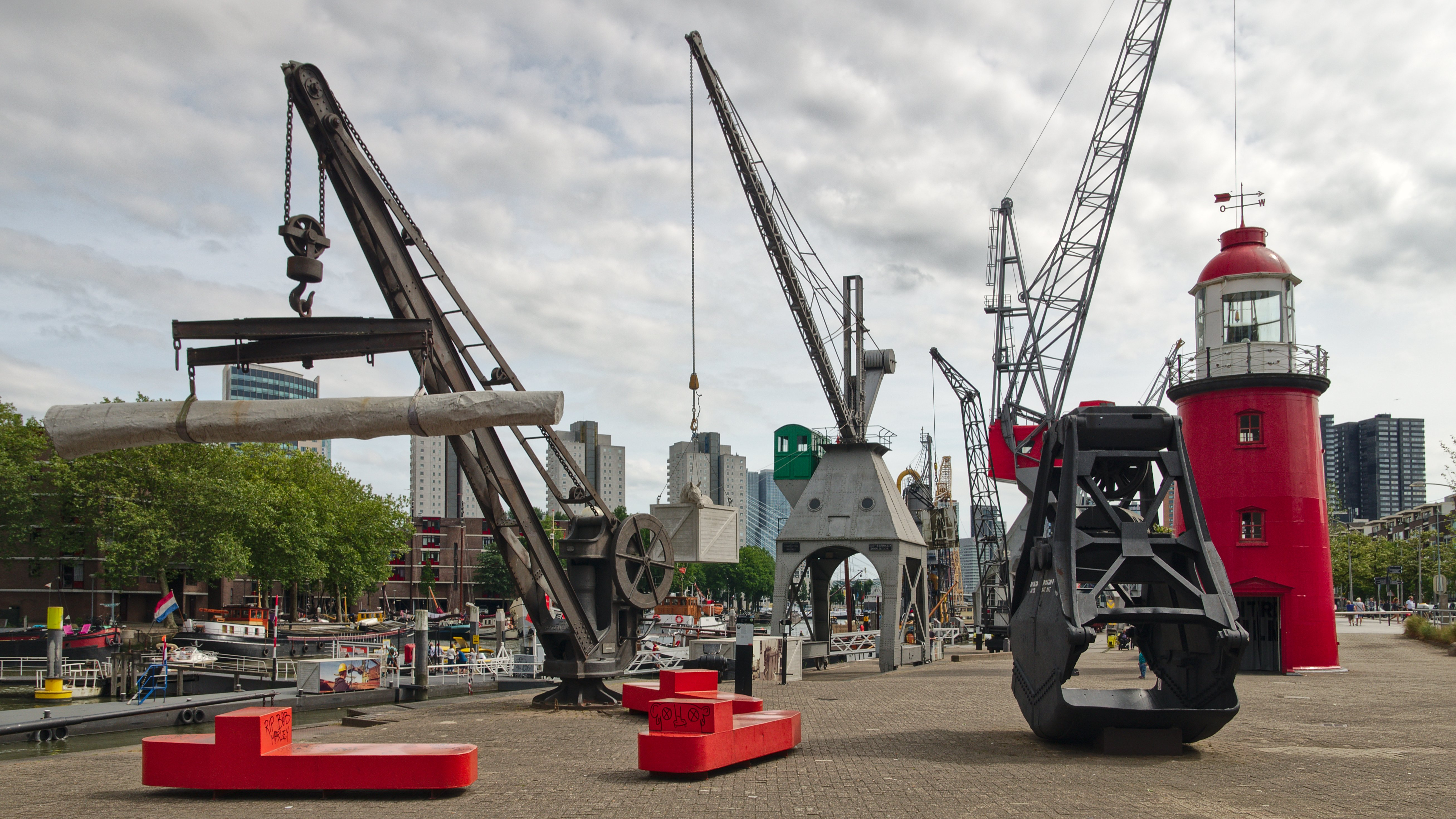

De Leuvehaven is een haven van Rotterdam gelegen nabij het centrum van Rotterdam en de Erasmusbrug. De haven is onder andere in gebruik als buitenmuseum voor het Maritiem Museum Rotterdam. De Leuvehaven heeft een directe verbinding met de Nieuwe Maas via een doorvaart tussen het Vasteland en de Boompjes. De brug over deze doorvaart heet de Nieuwe Leuvebrug. Leuvehaven is ook de naam van de straat die aan de westzijde van de haven langs het water loopt parallel aan de Schiedamsedijk.

## Geschiedenis

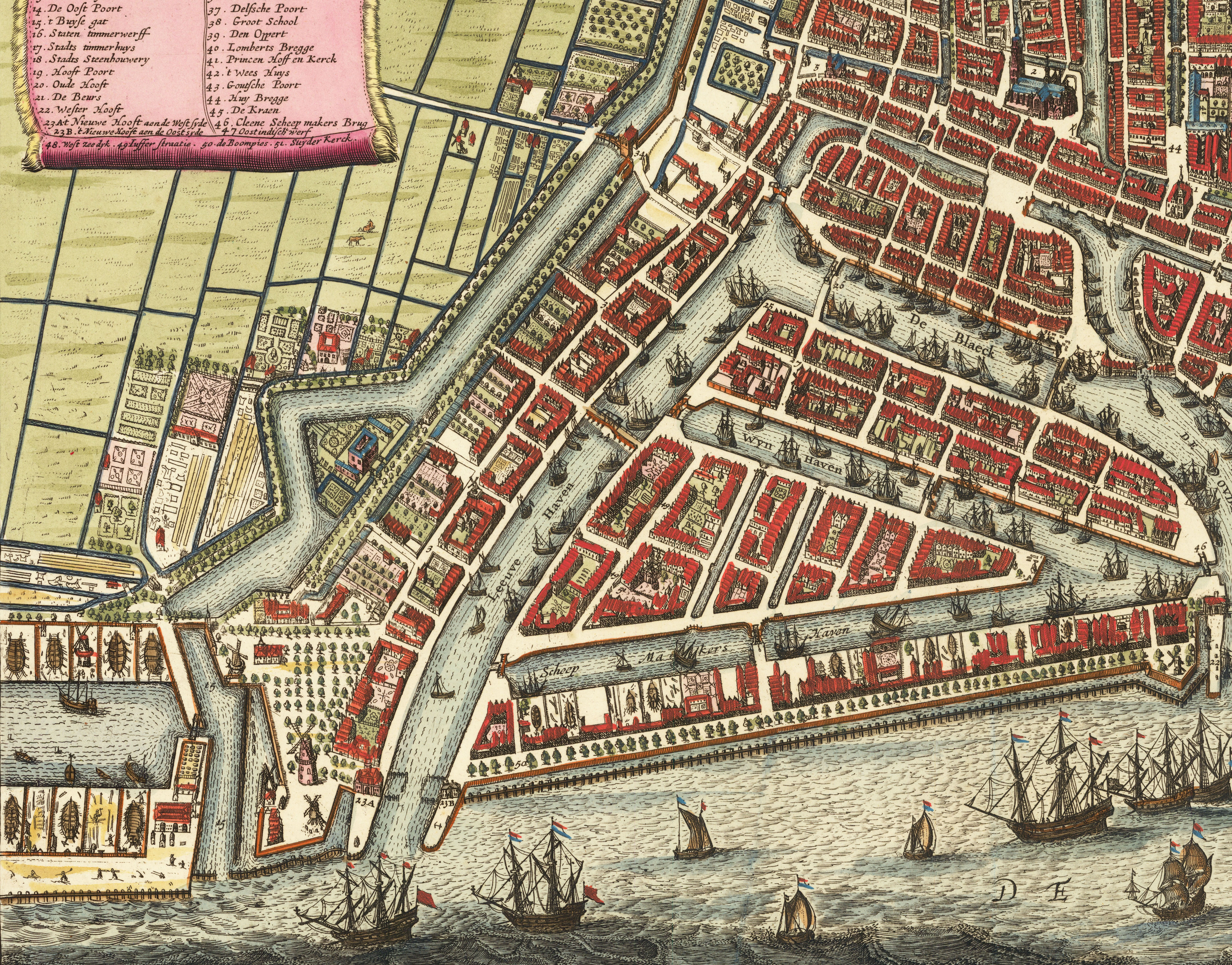
Leuvehaven kaart, 1690

Vroeger was de Leuvehaven nog een kreek met weinig betekenis. Het was er zo ondiep dat alleen kleine vaartuigen met een platte bodem er gebruik van konden maken. In 1594 gaven de Staten van Holland en West-Friesland toestemming om de kleine kreek de Leuve (ook wel: Loeve of Loewe) tot aan de Maas te vergroten. Dit betekende, dat het kleine kreekje moest worden uitgediept en rechtgetrokken. Daarna konden de oevers bouwrijp worden gemaakt. De werkzaamheden begonnen in 1598. Wegens geldgebrek werd de bouw in 1599 stilgelegd, maar in 1604 kon het werk worden hervat. Het baggeren van de Leuvehaven gebeurde met een rosmolen: een door paarden aangedreven serie emmers die al de bagger boven water haalt. Toen dat gebeurd was, werden de kademuren opgemetseld. Op 10 juli 1602 had burgemeesterszoon Jacob Foppensz van der Meyde de eerste steen gelegd van het hoofd ten westen van de nieuwe haven, op 10 juni 1603 werd de eerste steen van het hoofd aan de oostzijde gelegd. Op 2 juni 1608 besteedde het stadsbestuur de bouw van de nieuwe Leuvebrug tegenover de Leuvebrugsteeg aan, die op 20 mei 1609 werd opgeleverd. De haven zelf kwam gereed in 1608 of 1609. In het begin sprak men van de Nieuwe Haven, maar later bleek de Leuvehaven toch de beste naam. Nieuwe havens zijn immers blijven komen, maar de Leuvehaven is de oudste gegraven haven in Rotterdam.

### De handel in en aan de Leuvehaven
Na het uitdiepen van de Leuvehaven na 1609 konden ook de grote schepen de haven in. Tot 1850 lag er aan de Wijnkoophaven de Leuvebrug. Tot aan die brug konden de grote schepen, waaronder de Oost-Indiëvaarders, aanmeren. De kleine binnenschepen bevoorraadden de vele bedrijven aan de Leuvehaven. De bouw van de Nieuwe Leuvebrug in 1849 maakte het onmogelijk om nog met grote schepen de Leuvehaven in te gaan. De monding van de Leuvehaven heeft een lange tijd gediend als ligplaats voor sleepboten. Al snel was er een groot aantal brouwerijen waarvan de laatste pas aan het begin van de 20e eeuw verdween. Bijna drie eeuwen lang stond er aan de kop van de Leuvehaven oftewel de Blaak de zeevismarkt. De markt was het centrum voor de vishandel in Rotterdam. Aan het eind van de 18de eeuw vestigde Johannes van Nelle zich met een klein winkeltje in koffie, thee en rookwaren aan de Schiedamsedijk en had hij een fabriek aan de Leuvehaven. Later was dit een heel bekend bedrijf, zelfs nu kan men nog in de winkels Van Nelle sigaretten en koffie kopen. In het begin van de vorige eeuw kwamen er veel kantoren van advocaten en notarissen. Een bekend bedrijf was Gerzon’s Modemagazijn, een toonaangevende winkel die van 1912 tot 1970 ten westen van de vismarkt heeft gestaan. Bij het bombardement op Rotterdam in 1940 werd de bebouwing rond de Leuvehaven verwoest. Het pand van Gerzon werd in 1992 afgebroken.

### Beurtvaartcentrum
Onmiddellijk na het bombardement werden plannen gemaakt voor de wederopbouw. Daarin werd een beurtvaartcentrum opgenomen, omsloten door Leuvehaven en Glashaven, met uitloop naar de Wijnhaven en Scheepmakershaven. Onder andere de fusiemaatschappij S.B.S. vestigde zich in dit gebied.

## Recente geschiedenis
Al in 1892 trok de Leuvehaven de eerste museumbezoekers. In de kunstzaal aan Leuvehaven nummer 74 konden de kunstliefhebbers een van de eerste tentoonstellingen van Van Gogh bekijken. Niemand had destijds gedacht dat de haven honderd jaar later zélf een museum zou zijn geworden. In 1979 opende het Maritiem Museum het museumschip de Buffel in de Leuvehaven. Dat schip heeft vroeger gediend voor de Nederlandse marine. Op 16 april 1983 werd aan de kop van de Leuvehaven de eerste paal geslagen voor het huidige Maritiem Museum. Het werd geopend in 1986. Het Maritieme Buitenmuseum (Havenmuseum, sinds 2014 gefuseerd met het Maritiem Museum) vulde de rest van de haven met schepen. Voor een klein aantal binnenvaartschepen is de Leuvehaven nog een thuishaven.

## Galerij

### Schilderijen

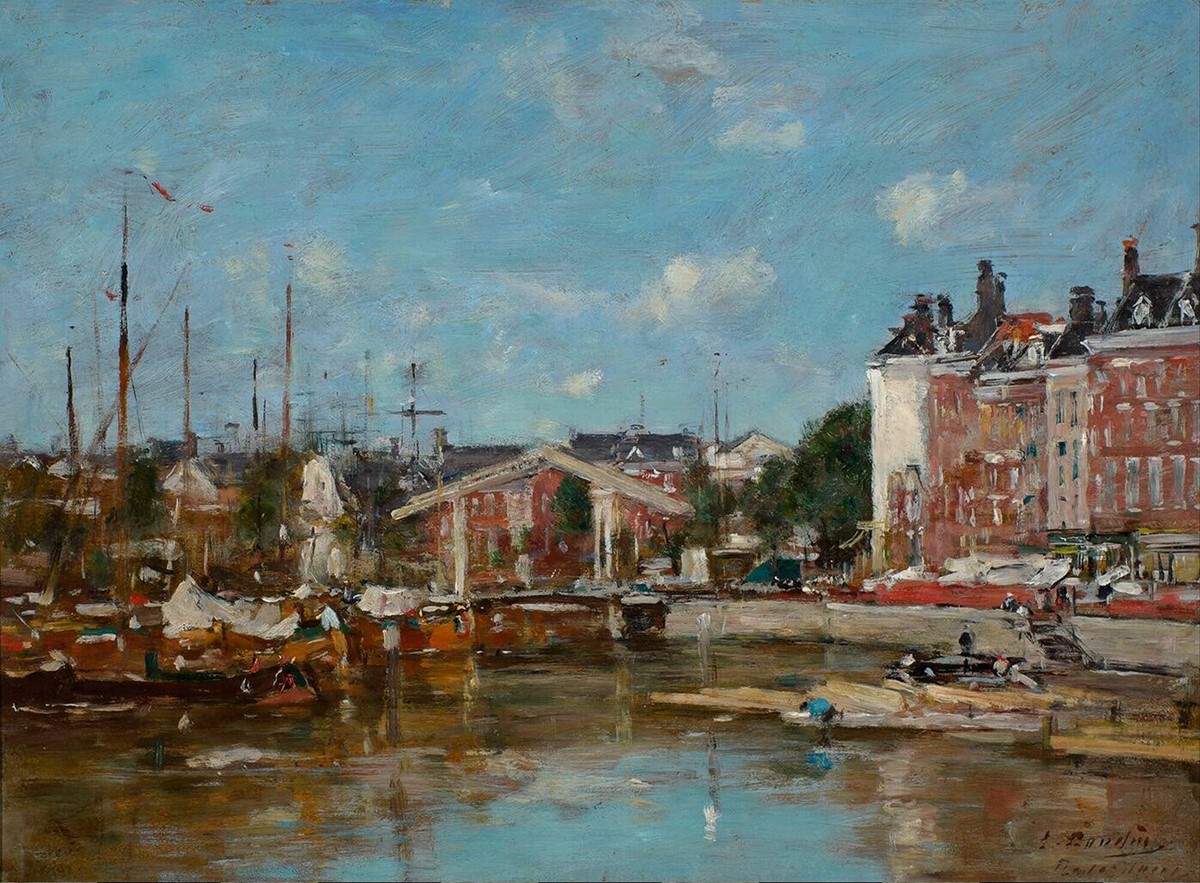
De Leuvehaven in Rotterdam
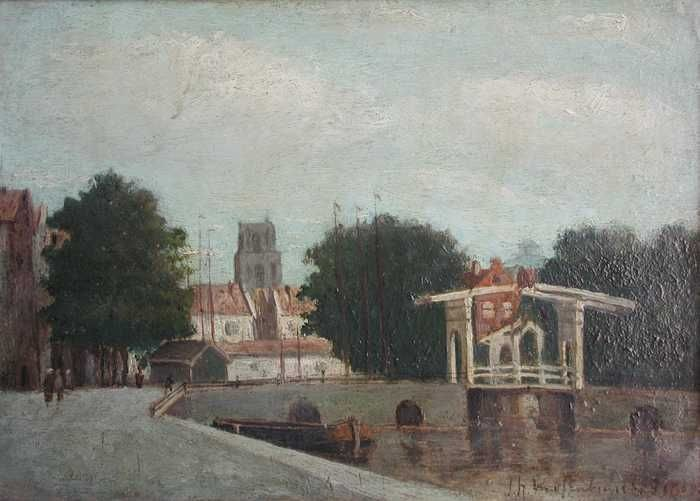
Gezicht op de Leuvehaven en de Leuvebrug

### Foto's

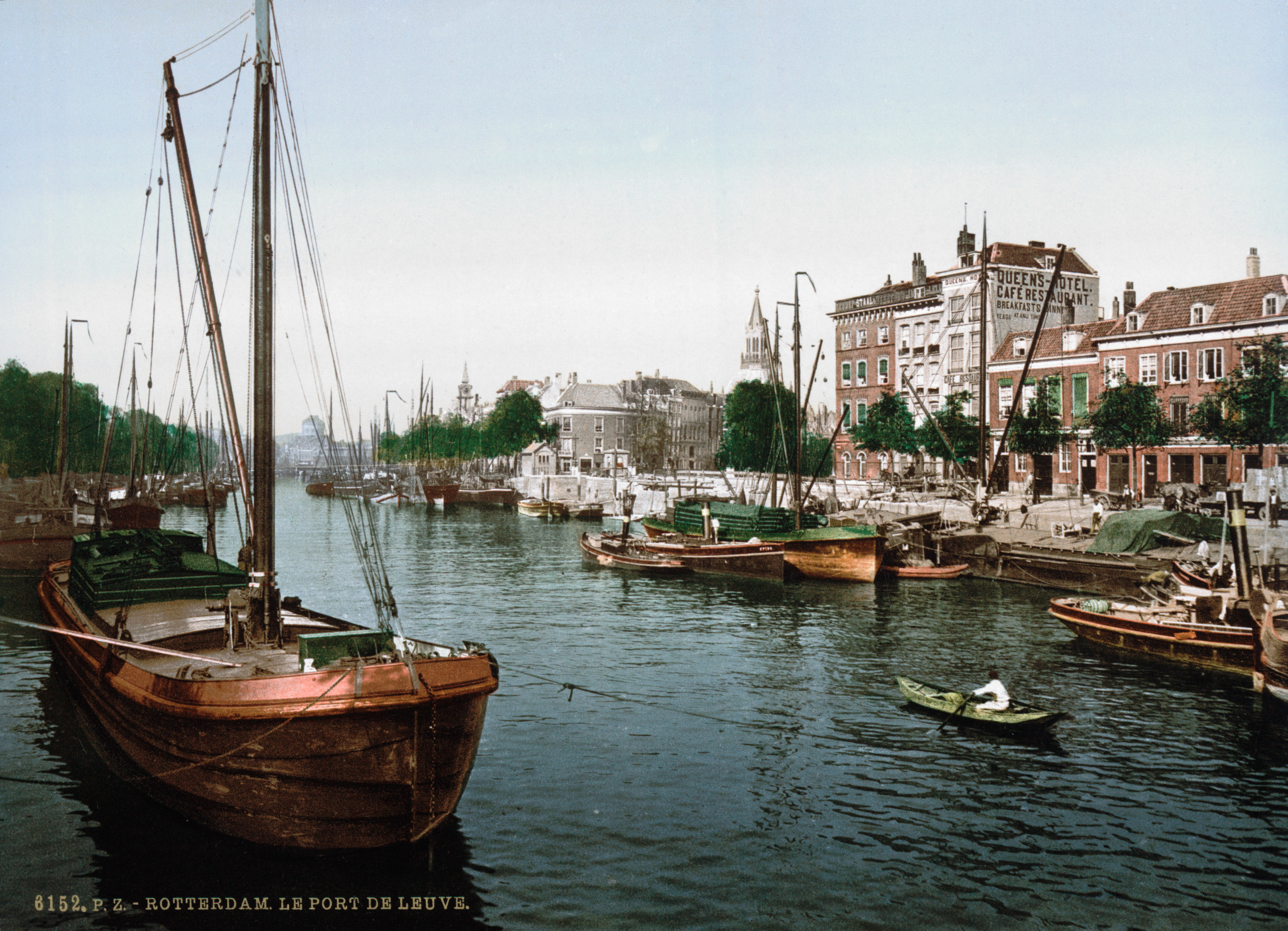
Leuvehaven rond 1890
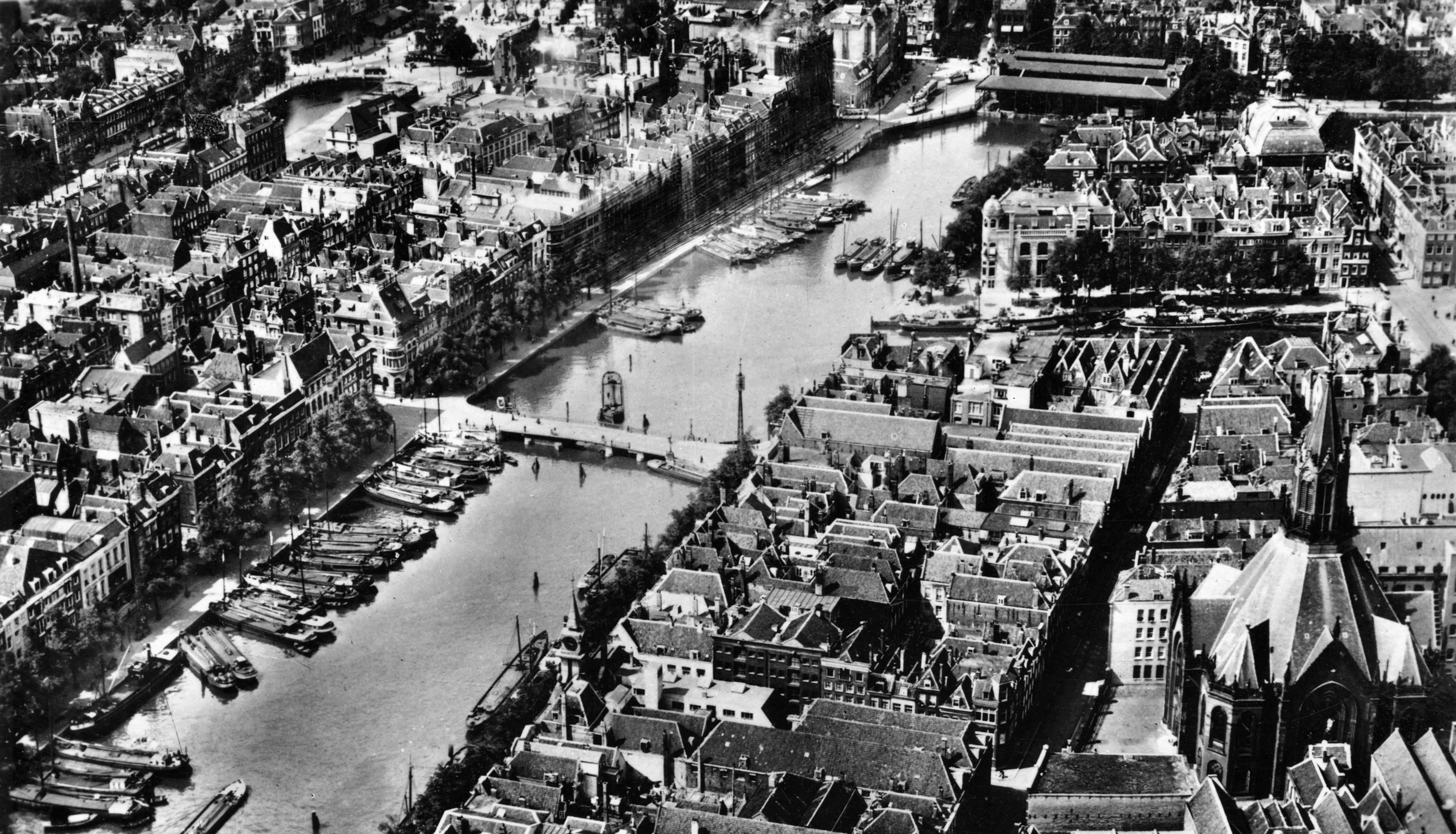
Leuvehaven in 1925
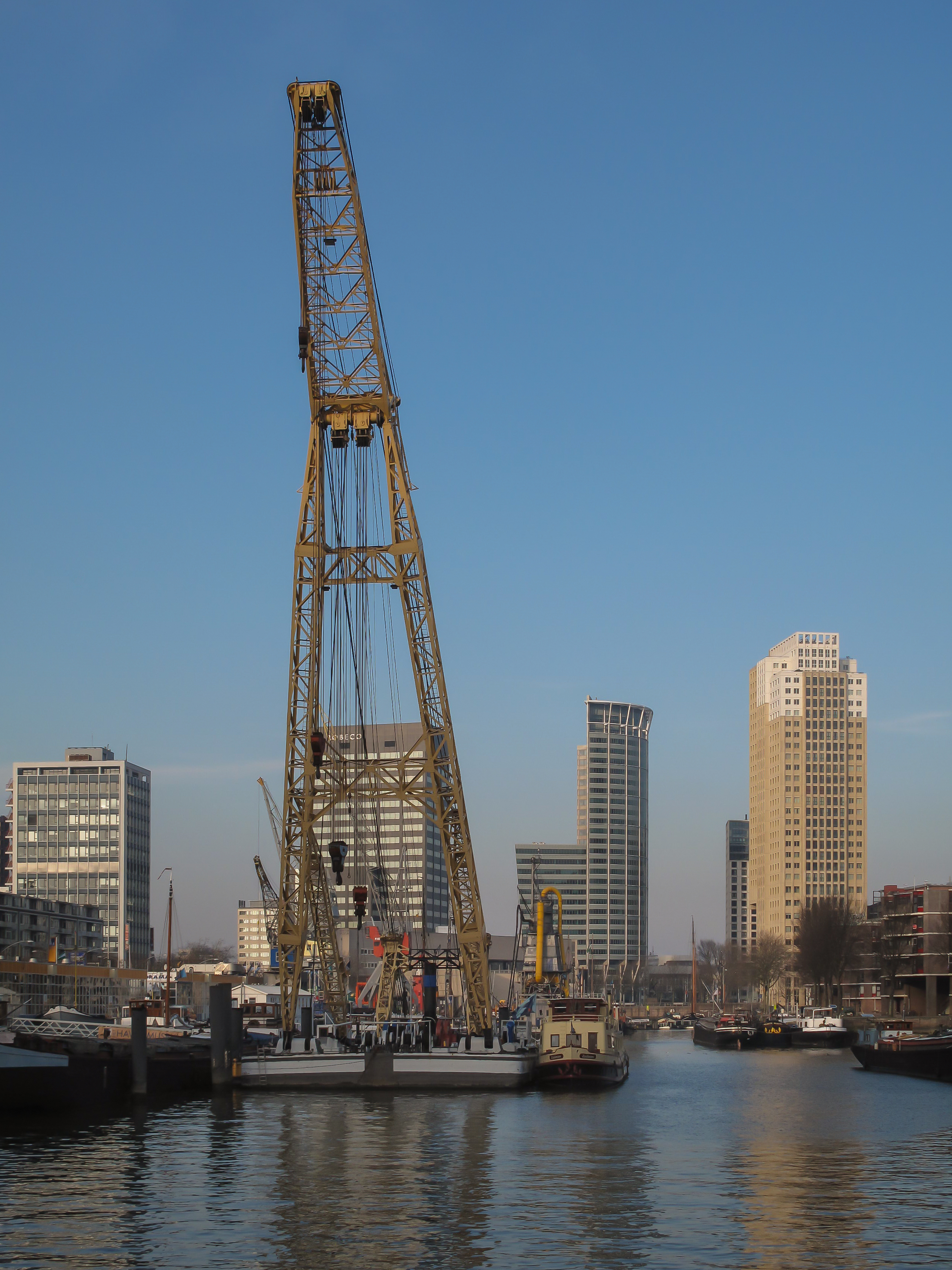
Leuvehaven in 2010
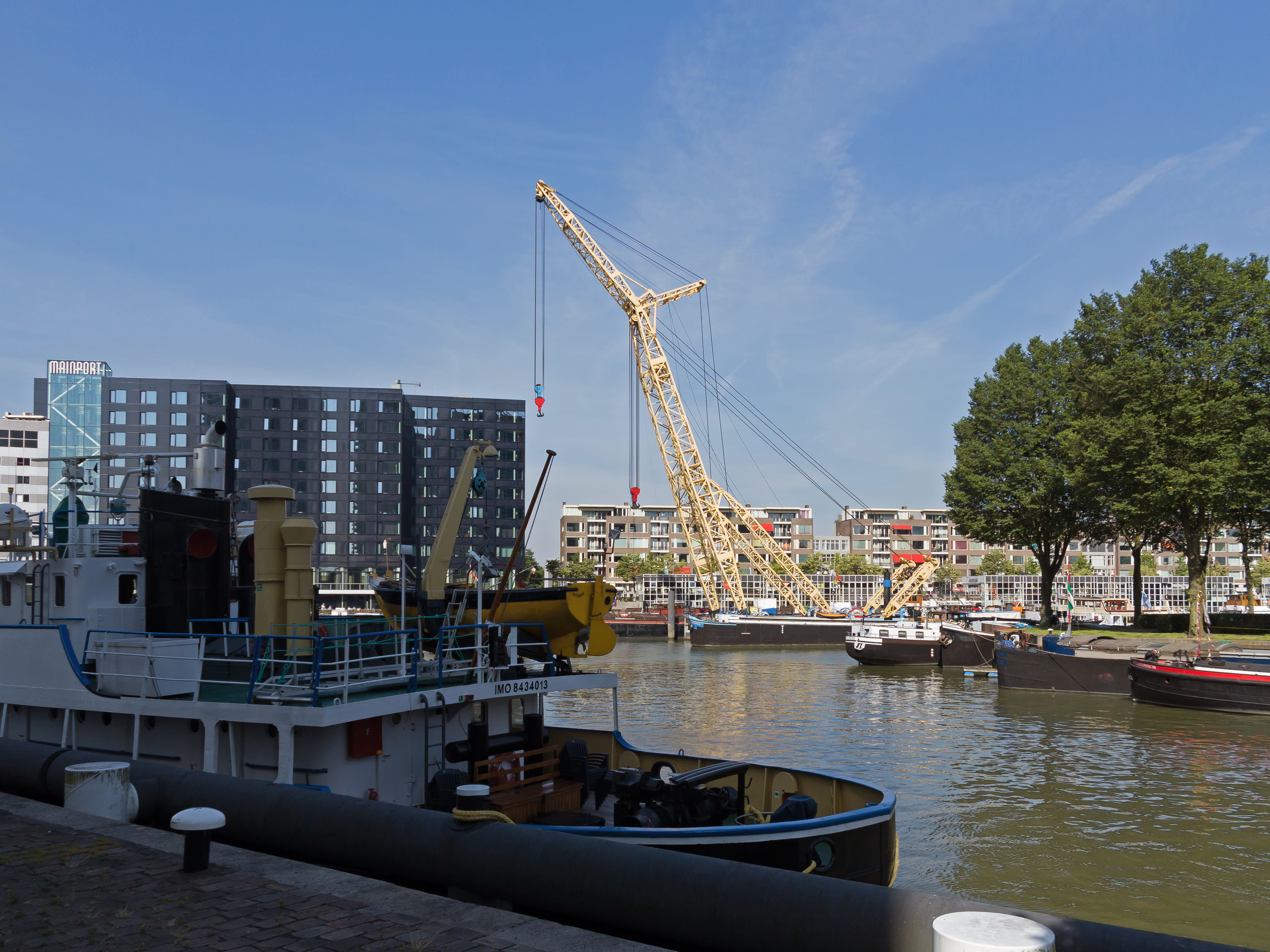
Leuvehaven vanaf Terwenakker
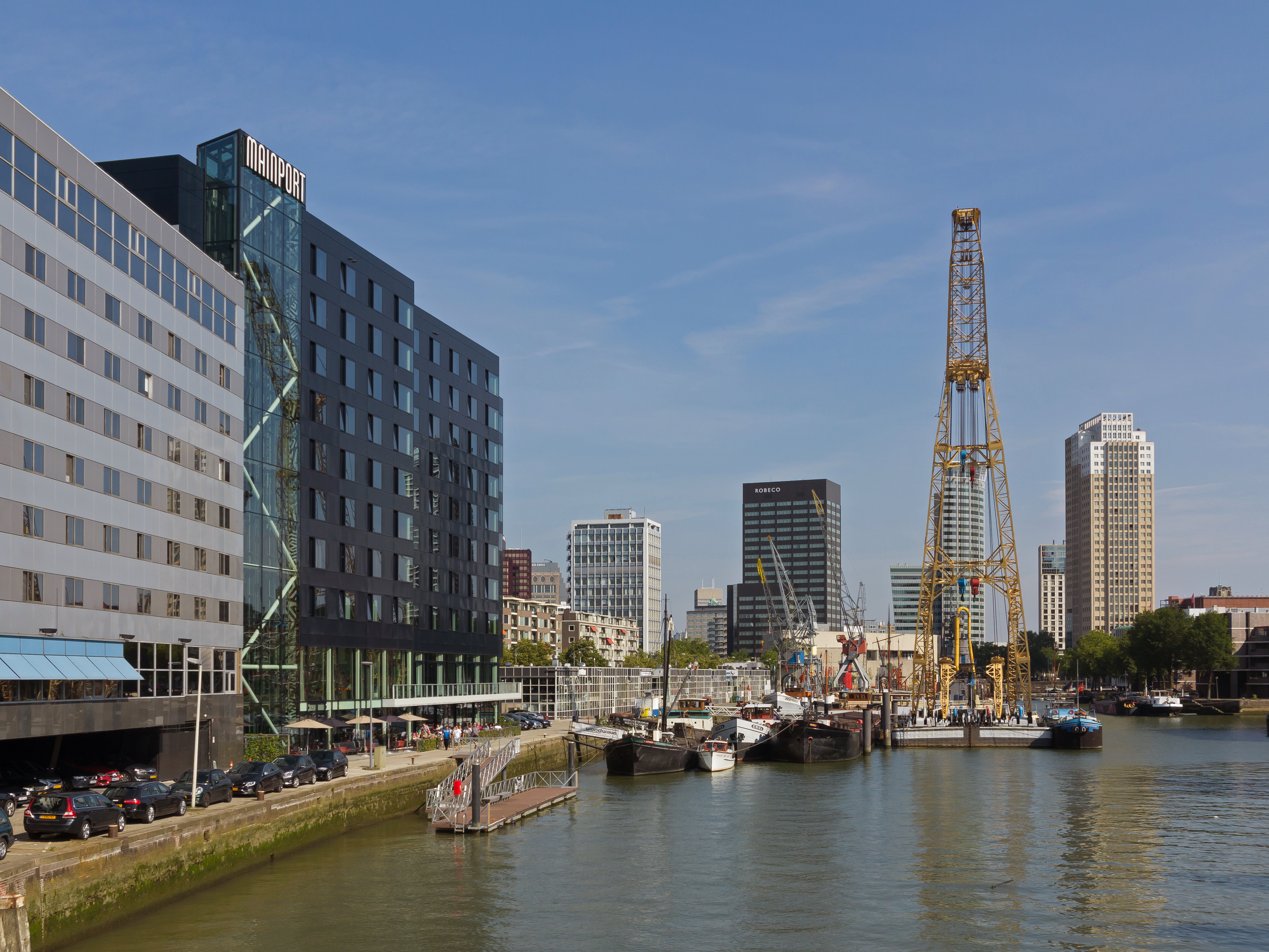
Leuvehaven vanaf Nieuwe Leuvebrug
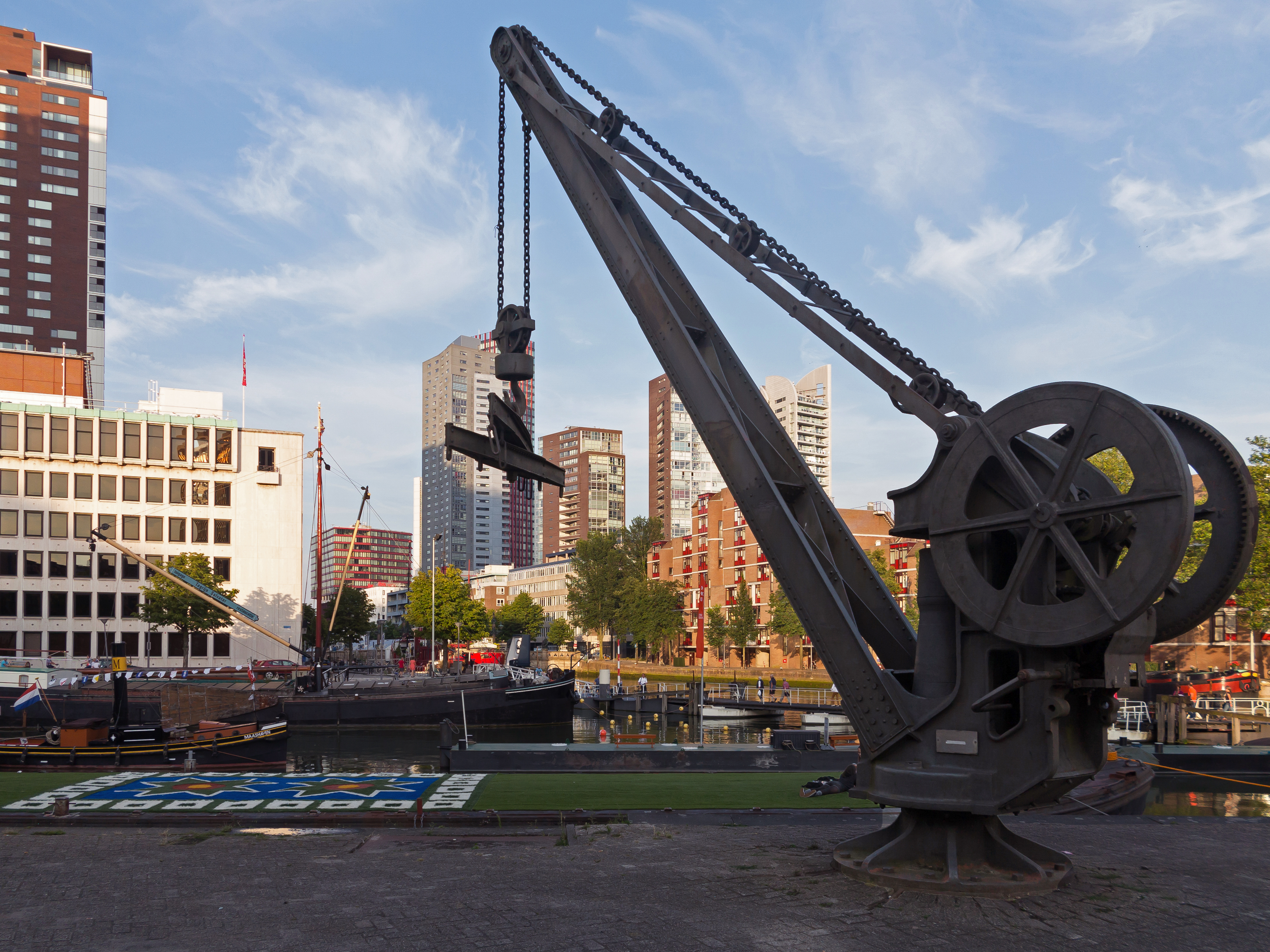
Monumentale havenkraan bij de Leuvehaven
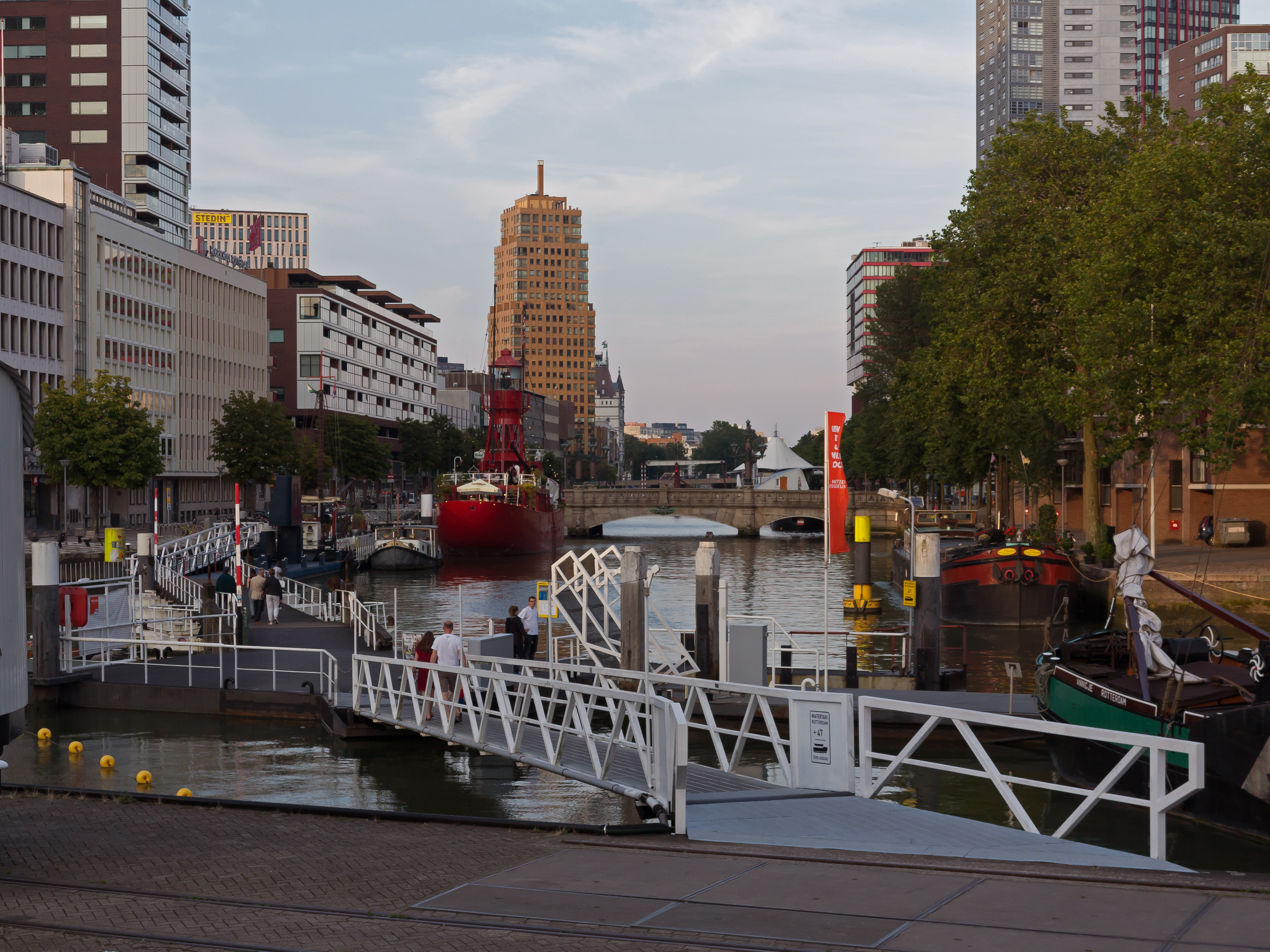
De Kraneschipbrug in Leuvehaven
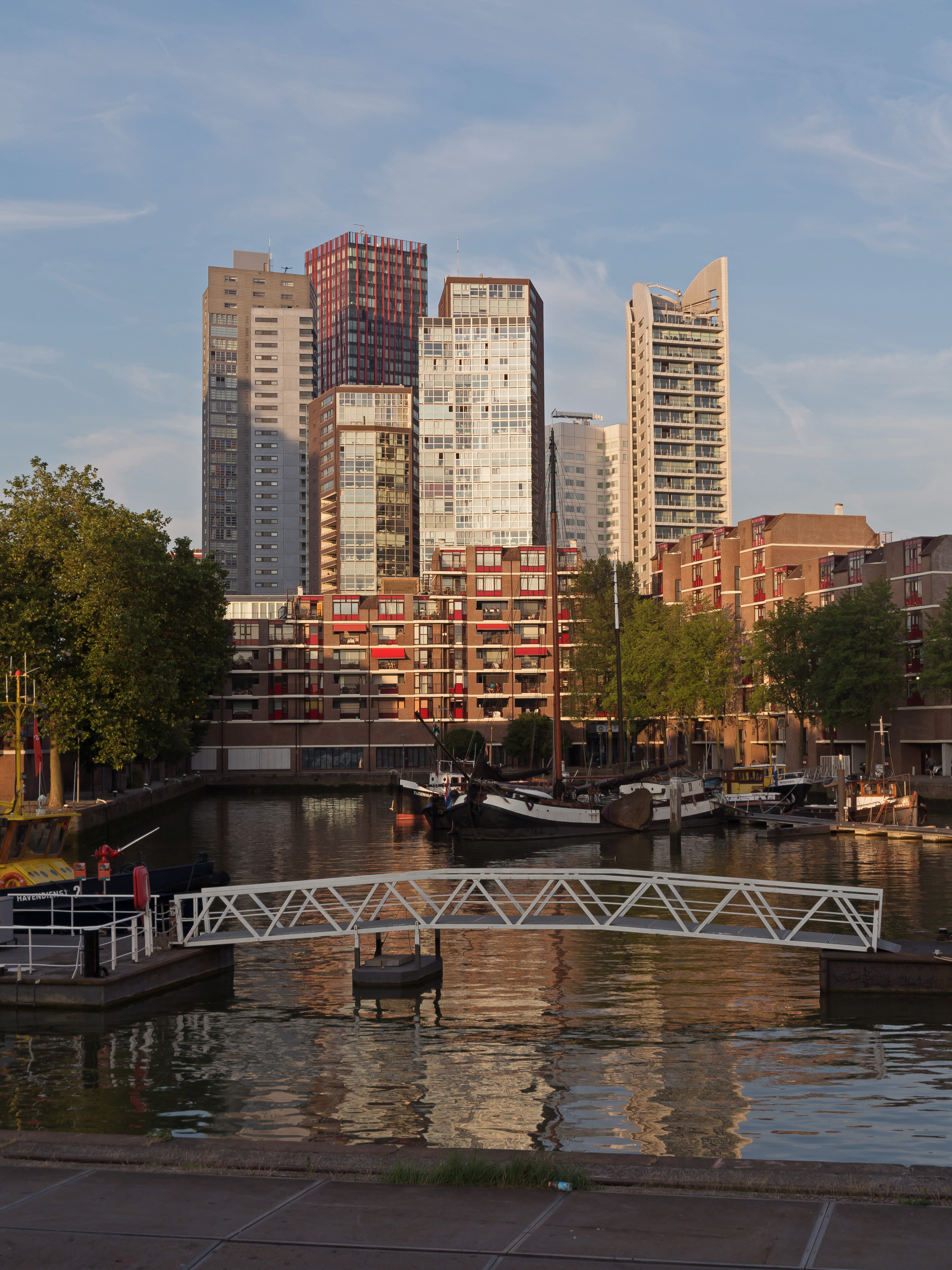
Loopbrug in Leuvehaven